# Giovanni Rosadi
Giovanni Rosadi (Lucca, 9 settembre 1862 – Firenze, 4 aprile 1925) è stato un politico e avvocato italiano.
Laureatosi in giurisprudenza a Pisa, esercitò la sua professione di avvocato a Firenze. Esponente della destra liberale, fu deputato dal 1900 al 1924, anno in cui venne nominato senatore.
Sottosegretario di Stato della Pubblica istruzione, nel governo Salandra I e nel governo Salandra II (1914-1916). Fu di nuovo sottosegretario alla Pubblica istruzione nel governo Nitti II (1920) e nel governo Giolitti V (1920-1921) con la specifica funzione per le Antichità e belle arti.
Precursore dell'ambientalismo, fu l'artefice - insieme a Benedetto Croce - della prima legge sulla protezione del paesaggio in Italia (n.748 del 1922).
Gli viene attribuita la realizzazione del poema goliardico Processo di Sculacciabuchi.
È sepolto nel Cimitero Monumentale della Misericordia dell'Antella, Comune di Bagno a Ripoli, provincia di Firenze.